# Walter Adam

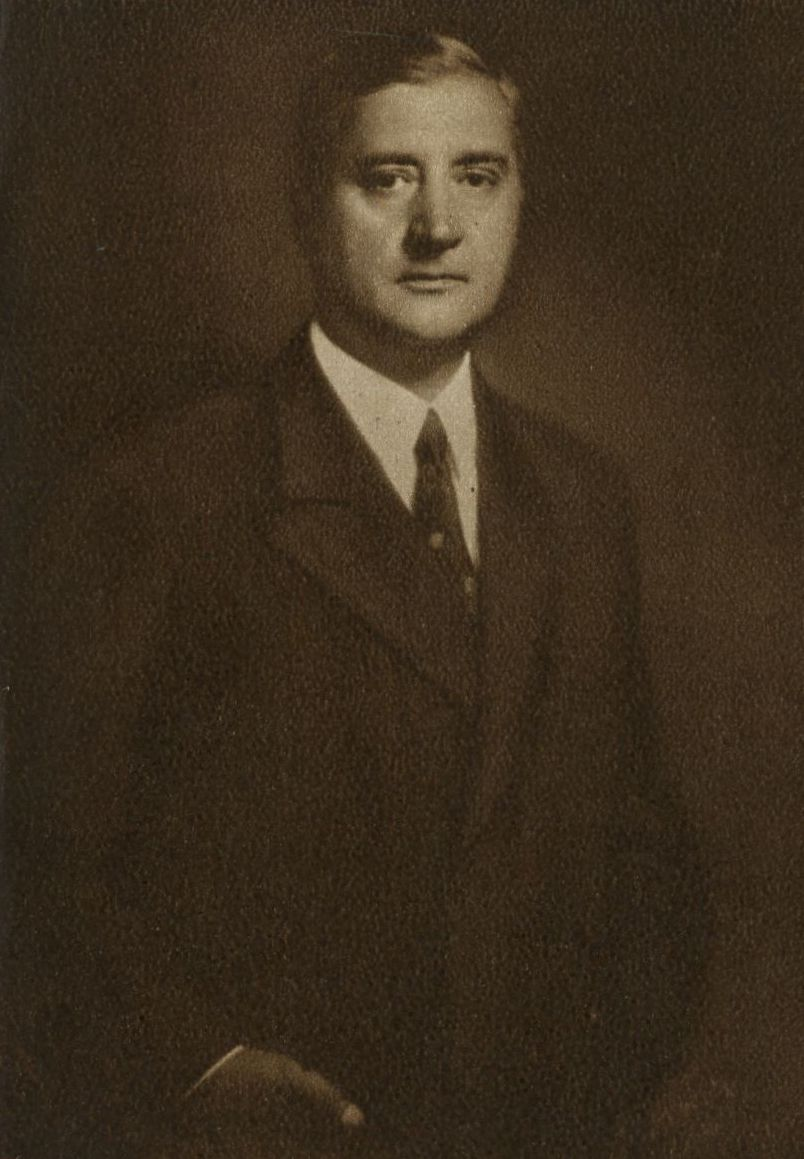
Walter Adam rond 1934.

Walter Adam (Klagenfurt, 6 januari 1886 – Innsbruck, 26 februari 1947), was een Oostenrijks officier en politicus. Walter Adam vocht in de Eerste Wereldoorlog in het leger van Oostenrijk-Hongarije. 
Adam werd in 1934 bondscommissaris voor Binnenlandse Veiligheid. Van 1934 tot 1936 was hij secretaris-generaal van het Vaderlands Front. Hij zat van 1938 tot 1943 in Duits concentratiekamp Dachau.